# Strijkkwartet nr. 4 (Pohjola)
De Finse componist Seppo Pohjola voltooide zijn Strijkkwartet nr. 4 in 2006.
Het was Pohjola's langste en toegankelijkste strijkkwartet tot dan toe, aldus medecomponist Jouni Kaipainen. Het was opnieuw een eendelig strijkkwartet, maar de componist bouwde een generale pauze in. Het werk gaat echter na de rust ongewijzigd door, dus van twee aparte delen is geen sprake. De betere toegankelijkheid kwam tot stand doordat het hoofdthema bestaat uit canons, een klassieke wijze van componeren. Dat geeft de compositie een voortbewegende stuwing mee. De canons zijn echter verpakt in de stijl van de eigentijdse klassieke muziek. Zo is de statische opbouw, zoals hij in zijn eerste strijkkwartet gebruikte, niet geheel verdwenen. Het slot bestaat niet uit een slotakkoord, de muziek houdt ineens stil en is verdwenen. 
Het werk werd geschreven in opdracht van het Zagros Strijkkwartet, dat eerder Pohjola's derde strijkkwartet had uitgevoerd. De eerste uitvoering werd dan ook door dat kwartet gegeven en wel in Helsinki op 28 april 2007.    